# Samoa américaines aux Jeux olympiques d'été de 2008
Les Samoa américaines participent aux Jeux olympiques d'été de 2008 à Pékin. Il s'agit de leur 6e participation à des Jeux d'été. Les cinq athlètes représentant ce pays prennent part aux épreuves de natation, de lutte et de judo.

## Athlètes engagés

### Athlétisme
| Épreuve    | Athlète          | Séries   | Séries | Quarts de finale | Quarts de finale | Demi-finales | Demi-finales | Finale   | Finale |
| Épreuve    | Athlète          | Résultat | Rang   | Résultat         | Rang             | Résultat     | Rang         | Résultat | Rang   |
| ---------- | ---------------- | -------- | ------ | ---------------- | ---------------- | ------------ | ------------ | -------- | ------ |
| 100 mètres | Shanahan Sanitoa | 12.60    | 8e     | -                | -                | -            | -            | -        | -      |

### Judo
- Silulu A`etonu (-57 kg)

### Natation
Hommes
- 50m libre
  - Stewart Glenister
  - Virginia Farmer

## Liste des médaillés

### Médailles d'Or
| Sport            | Discipline | Sportifs | Performance |
| Médailles d'or : |            |          |             |

### Médailles d'Argent
| Sport                | Discipline | Sportifs | Performance |
| Médailles d'argent : |            |          |             |

### Médailles de Bronze
| Sport                 | Discipline | Sportifs | Performance |
| Médailles de bronze : |            |          |             |